# Piper piliovarium
Piper piliovarium är en pepparväxtart som beskrevs av Truman George Yuncker. Piper piliovarium ingår i släktet Piper och familjen pepparväxter. Inga underarter finns listade i Catalogue of Life.